# Steven Price
Steven Price (Nottingham, 22 april 1977) is een Brits filmcomponist.

## Levensloop
Price' passie voor muziek begon op zijn vijfde, een leeftijd waarop hij al gitaar speelde. Hij studeerde aan de Universiteit van Cambridge en werkte na zijn afstuderen in een studio, waar hij gitaarsolist was met het London Symphony Orchestra. Hij werkte als programmeur, arrangeur en performer aan filmmuziekprojecten als The League of Extraordinary Gentlemen en Around the World in 80 Days. Price won een Oscar in 2014 met de film Gravity in de categorie Oscar voor beste originele muziek.

## Filmografie
| Jaar | Titel              | Opmerkingen |
| ---- | ------------------ | ----------- |
| 2011 | Attack the Block   |             |
| 2013 | The World's End    |             |
| 2013 | Gravity            |             |
| 2014 | Fury               |             |
| 2016 | Suicide Squad      |             |
| 2017 | Baby Driver        |             |
| 2017 | American Assassin  |             |
| 2018 | Ophelia            |             |
| 2019 | Wonder Park        |             |
| 2019 | The Aeronauts      |             |
| 2020 | Archive            |             |
| 2020 | Over the Moon      |             |
| 2021 | Sweet Girl         |             |
| 2021 | Last Night in Soho |             |
| 2022 | My Policeman       |             |
| 2022 | Beast              |             |
| 2025 | Heads of State     | [ 2 ]       |

## Overige producties

### Televisiefilms
| Jaar | Titel                                    | Opmerkingen |
| ---- | ---------------------------------------- | ----------- |
| 2005 | Angel of Death: The Beverly Allitt Story |             |
| 2014 | Poppies                                  |             |

### Televisieseries
| Jaar | Titel   | Opmerkingen |
| ---- | ------- | ----------- |
| 2014 | Believe |             |

### Documentaires
| Jaar | Titel                                    | Opmerkingen |
| ---- | ---------------------------------------- | ----------- |
| 2004 | The Mysterious Death of Cleopatra        |             |
| 2018 | Dolphin Reef                             |             |
| 2018 | Blue                                     |             |
| 2020 | David Attenborough: A Life on Our Planet |             |

### Documentaire series
| Jaar | Titel      | Opmerkingen |
| ---- | ---------- | ----------- |
| 2015 | The Hunt   |             |
| 2019 | Our Planet |             |

### Korte films
| Jaar | Titel                                                  | Opmerkingen |
| ---- | ------------------------------------------------------ | ----------- |
| 2006 | Sucking Is a Fine Quality in Women and Vacuum Cleaners |             |
| 2013 | Aningaaq                                               |             |
| 2018 | Reflection                                             |             |

### Additionele muziek
Als additioneel componist
| Jaar | Titel                       | Opmerkingen        |
| ---- | --------------------------- | ------------------ |
| 2009 | The Boat That Rocked        |                    |
| 2010 | Scott Pilgrim vs. the World | voor Nigel Godrich |
| 2012 | Marley                      |                    |

## Prijzen en nominaties

### Academy Awards
| Jaar | Titel   | Categorie        | Uitslag  |
| ---- | ------- | ---------------- | -------- |
| 2014 | Gravity | Beste filmmuziek | Gewonnen |

### BAFTA Awards
| Jaar | Titel   | Categorie        | Uitslag  |
| ---- | ------- | ---------------- | -------- |
| 2014 | Gravity | Beste filmmuziek | Gewonnen |

### Golden Globe Awards
| Jaar | Titel   | Categorie        | Uitslag     |
| ---- | ------- | ---------------- | ----------- |
| 2014 | Gravity | Beste filmmuziek | Genomineerd |

### Grammy Awards
| Jaar | Titel              | Categorie                                     | Uitslag     |
| ---- | ------------------ | --------------------------------------------- | ----------- |
| 2012 | 21 (Adele) (album) | Album of the Year, als mede-engineer/mixer    | Gewonnen    |
| 2015 | Gravity            | Beste partituur soundtrack voor visuele media | Genomineerd |